# Nella mente di Kate
Nella mente di Kate (Fatal Trust) è un film per la televisione del 2006, diretto da Philippe Gagnon. 
In Italia è stato trasmesso su Rai 2 nel 2009.

## Trama
Kate, dopo la morte di sua madre, ritorna in città e lavora come assistente di un medico, e scopre che questi sostituisce i medicinali dei pazienti con veleni per ucciderli.